# British Ecological Society
British Ecological Society (BES) – stowarzyszenie naukowe z siedzibą w Londynie, zrzeszające osoby zainteresowane ekologią. Zostało założone w roku 1913 – jest najstarsze na świecie. Pierwszym prezesem BES był sir Arthur George Tansley, twórca pojęcia „ekosystem”. Współcześnie siedzibą BES jest Charles Darwin House. Stowarzyszenie od 100 lat promuje ekologię w jej najszerszym znaczeniu – wspiera badania naukowe w tej dziedzinie, zajmuje się popularyzowaniem ekologii, edukacją ekologiczną i zastosowaniami wiedzy ekologicznej w ochronie środowiska.

## Cele i zakres działalności
Stowarzyszenie powstało w roku 1913 w celu promowania ekologii w sferze nauki i praktyki. Współcześnie zrzesza ok. 4 tys. członków na całym świecie. Prowadzi działalność mającą na celu:
- wspieranie badań naukowych i przepływu informacji między dyscyplinami (np. granty[2], konferencje, wydawnictwa naukowe),
- popularyzację ekologii i rozwój edukacji w tej dziedzinie (np. organizacja warsztatów, publikacja wydawnictw popularnonaukowych, opracowywanie programów nauczania, kształcenie nauczycieli)[3],
- prowadzenie konsultacji z przedstawicielami administracji, dotyczących ochrony środowiska (np. opiniowanie dokumentów i programów działań na rzecz środowiska).

### Wydawnictwa
Stowarzyszenie wydaje pięć specjalistycznych czasopism naukowych, które utrzymują bardzo wysokie pozycje w rankingach (w nawiasach – impact factor za rok 2012):
- Journal of Ecology (IF 5,431),
- Functional Ecology (IF 4,860),
- Journal of Animal Ecology (IF 4,841),
- Journal of Applied Ecology (IF 4,740),
- Methods in Ecology and Evolution (online, IF 5,924).

Poza wymienionymi czasopismami naukowymi BES publikuje:
- Ecological Reviews – seria specjalistycznych książek naukowych, wydawanych wspólnie z Cambridge University Press, np. Trait-Mediated Indirect Interactions (2012, ISBN 978-0-521-17313-1), Birds and Habitat (2012, ISBN 978-0-521-72233-9), The Ecology of Plant Secondary Metabolites (2012, ISBN 978-0-521-15712-4), Urban Ecology (2010, ISBN 978-0-521-76097-3), Ecosystem Ecology (2010, ISBN 978-0-521-51349-4),
- Ecological Issues – seria opracowywanych przez specjalistów monografii popularnonaukowych, dotyczących m.in. aktualnych problemów ekologii w ochronie środowiska, np. The Impact of Extreme Events on Freshwater Ecosystems (2013), Aquaculture: the ecological issues (2003), Land management: the hidden costs (2000), Commercial fishing(2000), The exploitation of coral reefs (1996),
- The Bulletin – kwartalnik, wysyłany bezpłatnie do członków stowarzyszenia, zawierający m.in. raporty z działalności stowarzyszenia, informacje o nowych inicjatywach w zakresie nauki i edukacji, felietony, poradniki dotyczące prezentacji konferencyjnych.

### Konferencje
BES jest organizatorem lub współorganizatorem licznych konferencji i innych spotkań, o zasięgu międzynarodowym i lokalnym; w roku 2012 odbyły się m.in. sympozja na temat:
- Investing in Peatlands – Demonstrating Success Bangor University,
- Aboveground-belowground Interactions: Technologies and New Approaches,
- What is Macroecology?,
- Restoring diverse grassland: What can be achieved, where and what will it do for us?
- Statistical evaluation of individual-based models (warsztaty).

Wydarzeniem roku 2013 był The 11th INTECOL Congress, Ecology: Into the next 100 years (18–23 sierpnia 2013) zorganizowany w Londynie w ramach obchodów stulecia British Ecological Society.

## Struktura organizacyjna
Organizacją działalności British Ecological Society zajmuje się zarząd; jego prezesem jest Georgina Mace (profesor University College London), a prezydentem elektem – William Sutherland (profesor University of Cambridge). Zarząd kieruje pracą 8 komitetów, do spraw edukacji, nauki, finansów, wydawnictw, grantów i innych.

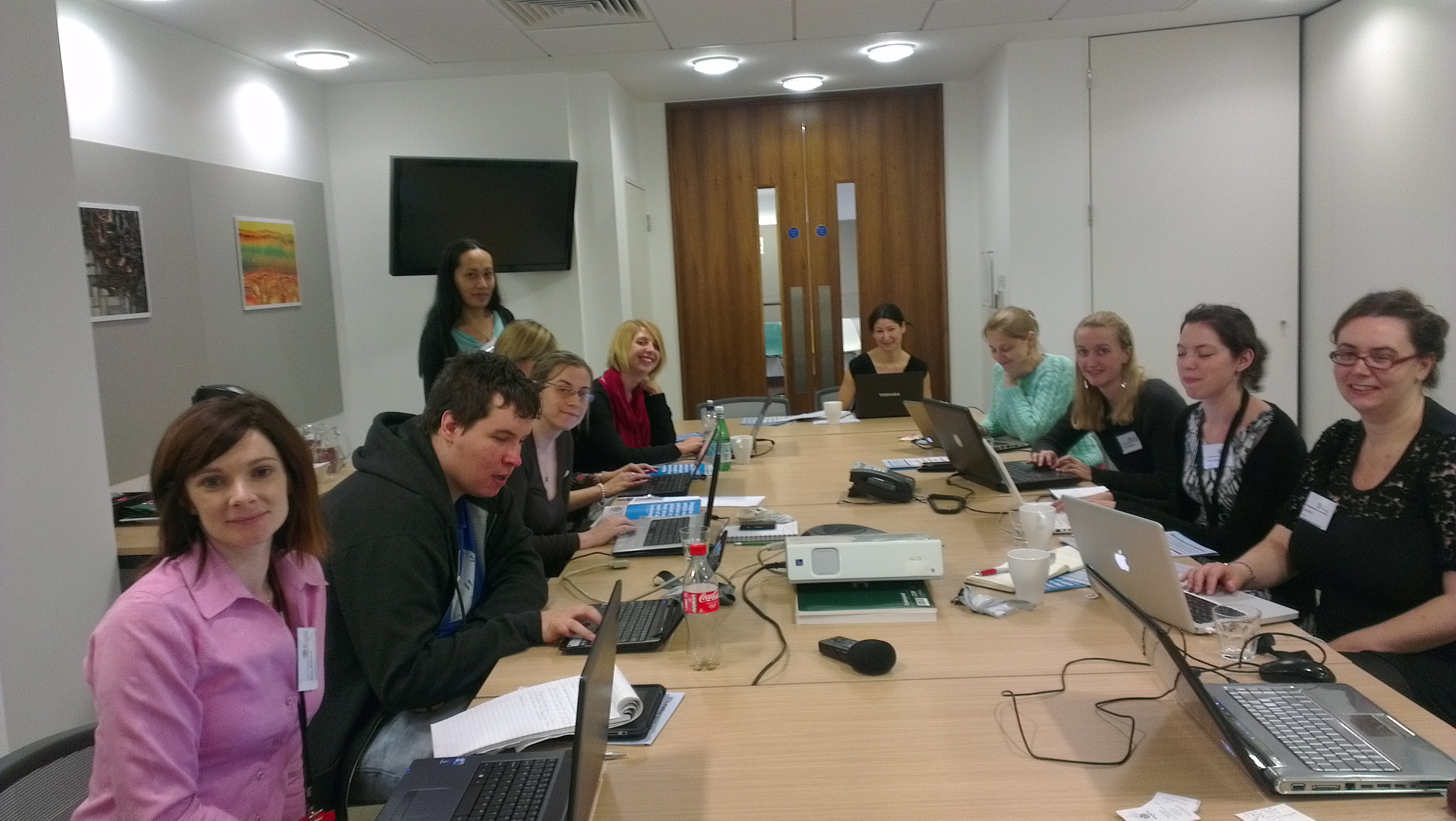
Warsztat grupy Wikipedystów w Charles Darwin House

Stowarzyszenie jest finansowane głównie ze składek członkowskich i dochodów z działalności wydawniczej. Dotacje ze źródeł zewnętrznych są niewielkie. Członkami mogą być wszystkie osoby zainteresowane ekologią, ze wszystkich krajów świata. Opłata członkowska wynosi 40 £ rocznie. Studentom, emerytom oraz mieszkańcom krajów włączonych przez Bank Światowy do grupy o „niskich dochodach” przysługuje zniżka (50%).
Członkowie BES są uprawnieni do korzystania z różnych obniżonych opłat, np. za udział w konferencjach, za dostęp do publikacji w wydawnictwach BES, wynajem sal konferencyjnych i zakwaterowanie w Charles Darwin House; mają bezpłatny dostęp do Methods in Ecology and Evolution i otrzymują The Bulletin.

## Odznaczenia, nagrody i wyróżnienia
Za wybitne zasługi BET przyznaje:
- tytuł Honorary Membership of the British Ecological Society – najwyższe wyróżnienie, przyznawane przez Radę Stowarzyszenia za osiągnięcia o trwałym znaczeniu dla nauki i praktyki (do roku 2013 tytułem uhonorowano 43 osoby)[13],
- The President’s Medal – przyznawany co 2 lata od roku 1987[14]

oraz liczne nagrody, m.in.:
- The BES Award,
- The Marsh Ecology Book of the Year Award,
- Marsh Award for Climate Change Research,
- Prize for the Best Paper by a Young Author,
- Prize for the Best Poster at the Annual Meeting and Symposium.